# Thomas Young (Erzbischof)
Thomas Young (* 1507; † 26. Juni 1568) war ein englischer Geistlicher, Bischof von St Davids sowie Erzbischof von York.
Nach seiner Ausbildung in Oxford, war er zunächst Pfarrer in Llanfihangel Castell Gwallter, bevor er 1547 als gewählter Diakon nach St David. Dort stand er in Opposition zu dem amtierenden Bischof. Während der Regierungszeit von Maria ging er ins Exil. Über seine Zeit im Exil ist kaum etwas bekannt. Nach seiner Rückkehr wurde er zum Bischof von St David gewählt. 1561 wurde er dann Erzbischof von York.
Des Weiteren war er Präsident des Council of the North. In dieser Eigenschaft unterstützte er aktiv die Anliegen von Elisabeth I.
Er war verheiratet und hatte einen Sohn. Er starb am 26. Juni 1568 und wurde in Kathedrale von York beigesetzt. 